# John Money
John Money, född 18 juli 1921 i Nya Zeeland, död 7 juli 2006 i Towson i Maryland i USA. Money var professor i pediatrik och medicinsk psykologi på Johns Hopkins University. Han hade en lång karriär som psykiater där han studerade sexologi. Han är känd för att bland annat, ha myntat termen könsidentitet. Även värt att notera är hans arbete och forskning inom områdena sexuell identitet, könsidentitet och könsroller med särskild inriktning mot intersexualism (tidigare kallat "hermafrodism").
Moneys forskningsresultat och även hans kliniska verksamhet har kritiserats mycket hårt av andra forskare och hans klienter. Det första allmänt kända fallet är hans misstag i fallet David Reimer, som när han var barn genomgick ett könsbyte kirurgiskt på Moneys inrådan. David och hans tvillingbror hade problem med förhuden som spädbarn, varför bägge pojkarna skulle genomgå en medicinsk indicerad omskärelse. David fick då så svåra brännskador på sin penis att han förlorade den helt. Föräldrarna tillråddes då, att utifrån Moneys teori att könsidentitet är en psykosocial faktor i människans liv, att låta göra om David till flicka. Barnet växte upp och efter många besvärande omständigheter framträdde han som vuxen och berättade om sitt liv som stympad man och icke-kvinna. Efter honom tordes fler av Moneys klienter träda fram och den vetenskapliga världen fick först då tillgång till de verkliga resultaten av hans forskning. Inga könsbyten genomförs längre utifrån dessa teorier.
Money gav tidigt stöd till visuell och litterär konst från Nya Zeeland. Han var en vän till författaren Janet Frame, som tippades kunna bli nobelpristagare. Under 2002 donerade han en stor del av sin konstsamling till Eastern Southland Art Gallery i Gore, Nya Zeeland.